# Decheniana
Unter dem Titel Decheniana mit dem Titelzusatz Verhandlungen des Naturhistorischen Vereins der Rheinlande und Westfalens wird jährlich ein Band der Zeitschrift des Naturhistorischen Vereins der Rheinlande und Westfalens verlegt. Seit 1844 wird diese Zeitschrift herausgegeben, damals als Verhandlungen des „Naturhistorischen Vereines der preussischen Rheinlande“ in Bonn bezeichnet.
Die Vereinssatzung von 2010 sieht die Herausgabe einer periodischen und anderer Veröffentlichungen vor, die kostenfrei zahlenden Mitgliedern zuzuschicken ist. Im Vorwort der ersten Ausgabe beschrieb der damalige Herausgeber und Vizepräsident des Vereins, der Apotheker und Chemiker Ludwig Clamor Marquart, die Idee der Publikation:

„Den Verhältnissen nach behandeln unsere Verhandlungen Stoff aus allen drei Reichen der Natur, und selbst die Hülfswissenschaften der Naturgeschichte sind theilweise vertreten; man wird diesen Umstand unseren Verhandlungen nicht zum Vorwurfe machen können, denn eben durch diese umfassende Tendenz unseres Vereines beförderten wir das fröhliche Gedeihen desselben, und werden auch in Zukunft alle Einseitigkeit der Auffassung zu vermeiden suchen, uns aber als Forscher nicht über das Gebiet des heimathlichen Bodens des Vereines, als welches wir die preussische Rheinprovinz betrachten, ausdehnen.“

Die erste Ausgabe wurde bei Henry & Cohen in Bonn gedruckt. Seit dem Jahr 1935 (Ausgabe Nr. 91) trägt die Zeitschrift den Titel Decheniana; sie erhielt den Namen im Gedenken an den Hochschullehrer Heinrich von Dechen, der von 1847 bis 1889 Vorsitzender des Vereins war.
In der Jahreszeitschrift werden Originalarbeiten zur naturwissenschaftlichen Forschung auf den Gebieten der Zoologie, Botanik und der Geowissenschaften (darunter Geologie, Paläontologie, Bodenkunde und physische Geographie) veröffentlicht. Ein wichtiger und übergreifender Themenbereich ist der Naturschutz. Die Arbeiten haben meist einen Bezug zum Wirkungsgebiet des Vereins: Nordrhein-Westfalen, Rheinland-Pfalz und das Saarland. Vereinsmitgliedern steht die Möglichkeit offen, ihre wissenschaftlich-naturkundlichen Arbeiten in der Zeitschrift zu veröffentlichen.
Im Jahr 1859 wurde der Bericht von Johann Carl Fuhlrott zu den Funden im Neandertal herausgegeben. Im Jubiläumsjahr 1993 (150-jähriges Vereinsjubiläum) erschien Band Nr. 146 der Zeitschrift.
Seit 1955 werden in unregelmäßiger Folge vom Verein auch die monothematischen Decheniana-Beihefte herausgegeben. Bis 2015 erschienen 40 Ausgaben der Beihefte, deren Umfang zwischen 100 und 600 Seiten beträgt. Unter anderem wurden hier Kord Baeumer, Peter Boeker, Ruprecht Düll, Herbert Hesmer, Günter Matzke-Hajek, Theo Müller, Dietrich Neumann, Ferdinand Albert Pax und Fred-Günter Schroeder publiziert.